# Supercopa Turca de Voleibol Feminino de 2009
A Supercopa Turca de Voleibol Feminino de 2009 foi a primeira edição desta competição organizada pela  FTV. Participaram do torneio duas equipes, os campeões da Liga A Turca e da Copa da Turquia.

## Sistema de disputa
O Campeonato foi disputado em um jogo único.

## Equipes participantes
Equipes que disputaram a Supercopa de Voleibol de 2009:
| Equipe        | Cidade   | Qualificação                       | Última participação |
| ------------- | -------- | ---------------------------------- | ------------------- |
| Fenerbahçe SK | Istambul | Campeão da Liga A Turca 2008–09    | Estreante           |
| Eczacıbaşı SK | Istambul | Campeão da Copa da Turquia 2008-09 | Estreante           |

## Resultado
| 28 de outubro de 2009 17:30 Relatório | Fenerbahçe SK | 3 — 1                   | Eczacıbaşı SK | Selim Sırrı Tarcan Sport Hall,Ankara Árbitro(s): TUR Nihat Ermihan TUR Yasemin Altıner |
| 28 de outubro de 2009 17:30 Relatório | 25 22 25      | Set 1 Set 2 Set 3 Set 4 | 19 12 25 19   | Selim Sırrı Tarcan Sport Hall,Ankara Árbitro(s): TUR Nihat Ermihan TUR Yasemin Altıner |

## Premiações
| Supercopa Masculina de 2009       |
| Turquia                           |
| --------------------------------- |
| Fenerbahçe SK Campeão (1º título) |